# Малатеста, Андреа
Андреа Малатеста (итал. Andrea Malatesta; 30 ноября 1373 — 20 сентября 1416) — итальянский кондотьер, сеньор Чезены (с 1385 года). Сын Галеотто Малатеста.
После смерти отца в 1385 году по разделу с братьями наследовал Чезену и Бертиноро. С 1388 года также сеньор Фоссомброне.
В 1397 году участвовал в защите Мантуи от войск Джакопо даль Верме, но тому удалось взять город.
В 1398 году папой Бонифацием IX назначен сенатором Рима. В 1399 году раскрыл заговор римских гибеллинов и конфисковал их земли, включая Веруккио.
В 1402 году вместе со своим братом Пандольфо поступил на службу к Висконти и воевал с Болоньей, участвовал в победоносной битве при Казалеккио. После смерти герцога нанялся по кондотте к римскому папе, в 1403 году изгнал Висконти из Болоньи. С 1404 года воевал с Альберико да Барбиано, в 1406 году захватил Форли.
В 1408—1414 годах служил у Джованни Мария Висконти (Милан), у неаполитанского короля Владислава, у Сфорца.
В 1416 году Перуджа назначила его капитан-генералом (главнокомандующим) в войне с Браччио да Монтоне. Однако вскоре после этого Андреа Малатеста заболел и в том же году в сентябре умер. В Чезене ему наследовал брат — Карло (1368—1429).
Дочь Андреа Малатеста Паризина была второй женой маркиза Феррары Никколо III д’Эсте.